# Schiller (Schiff, 1906)
Die Schiller ist ein Schaufelraddampfer mit denkmalgeschütztem Jugendstil-Salon auf dem Vierwaldstättersee in der Schweiz. Sie wird von der Schifffahrtsgesellschaft des Vierwaldstättersees (SGV) betrieben.

## Geschichte

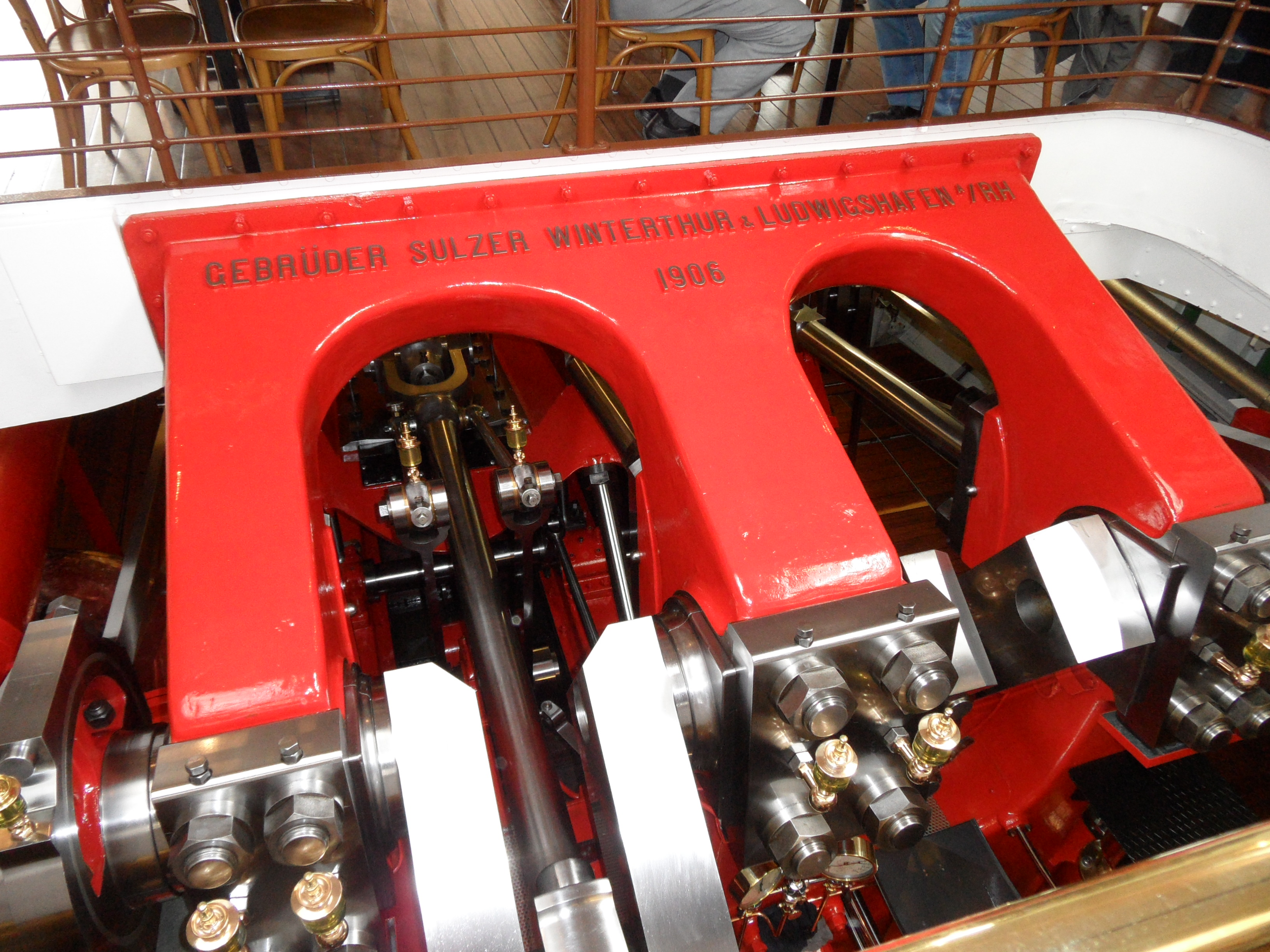
Maschine der Schiller

Die damalige Dampfschiffgesellschaft des Vierwaldstättersees (DGV) bestellte den Salondampfer 1904 bei Sulzer in Winterthur. Es sollte sich im Typ an die wenige Jahre zuvor gebauten Salondampfer Uri und Unterwalden anlehnen, aber etwas grösser und leistungsfähiger sein. Hintergrund der Bestellung war, dass die Flotte der DGV besonders im Hochsommer sehr stark ausgelastet war und es ermöglicht werden sollte, weitere Kurse zu führen. Der Stapellauf der Schiller fand am 17. Februar 1906 statt, am 17. Mai wurde dem Schiff vom damaligen schweizerischen Post- und Eisenbahndepartement die definitive Betriebsbewilligung erteilt und am 21. Mai nahm es den Kursdienst auf.
Als Maschine verfügt die Schiller über eine schrägliegende Sulzer-Zweizylinder-Heissdampf-Verbunddampfmaschine mit Kondensation. Sie weist eine Leistung von 700 PS auf.
Um 1920 erhielt die Schiller, die wie die anderen Dampfschiffe ihrer Generation ursprünglich einen offenen Steuerstand aufwies, ein Steuerhaus. Eine erste Hauptrevision erfolgte 1930. 1946 erhielt die Rauchkabine auf dem Oberdeck ein Schutzdach. Anfang 1952 wurde die Feuerung der Dampfkessel von Kohle auf Schweröl umgestellt und 1953 eine weitere Hauptrevision durchgeführt. Da die Schiller im Gegensatz zur Uri und zur Unterwalden beim Bau der niedrigen Acheregg-Brücke 1961 nicht mit versenkbarem Kamin und Steuerhaus ausgerüstet wurde, kann sie seither den Alpnachersee nicht mehr befahren.

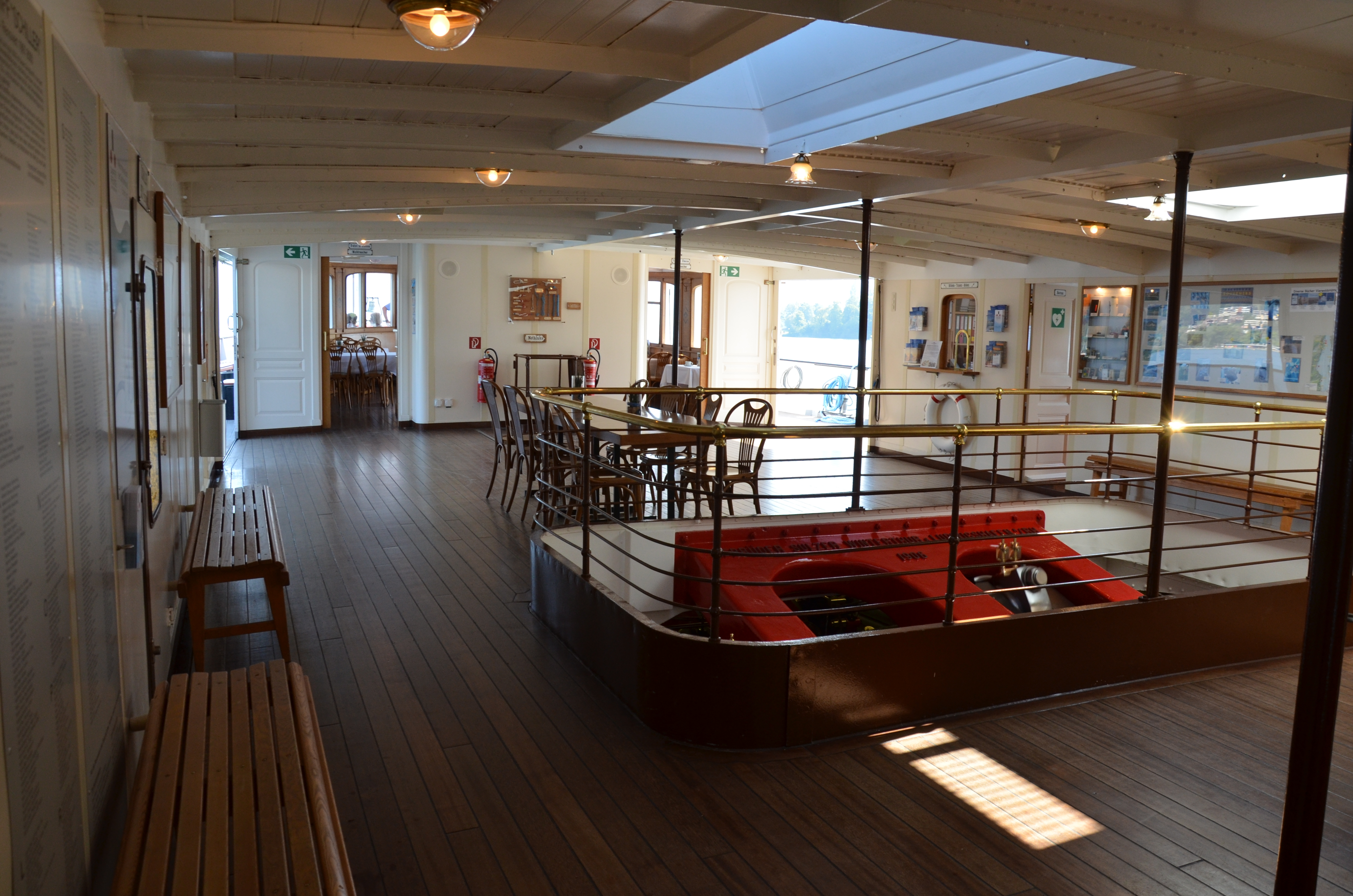
Hauptdeck, 2. Klasse mit Blick auf die Maschine

Im Vergleich zu den anderen Vierwaldstättersee-Dampfschiffen aus der Zeit des Fin de siècle wurde das äussere Erscheinungsbild der Schiller im Laufe der Zeit nur geringfügig verändert. 1976/77 war sie der erste SGV-Dampfer, der mit finanzieller Hilfe des Vereins der Dampferfreunde renoviert wurde. 1998/99 wurde die Schiller mit Kosten von 6 Millionen Schweizer Franken umfassend saniert, wobei sie einen neuen Dampfkessel erhielt, und im Jahr 2000 konnte sie wieder in Betrieb genommen werden.
Zu Ehren ihres Namenspatrons Friedrich Schiller führt die Schiller seit 1995 eine Flagge mit dem Wappen von Weimar am Bug.
Wie auch die anderen vier aktiven Vierwaldstättersee-Dampfer Uri, Unterwalden, Gallia und Stadt Luzern wurde die Schiller als Kulturgut von nationaler Bedeutung (Kategorie A) eingestuft.

## Ausstattung

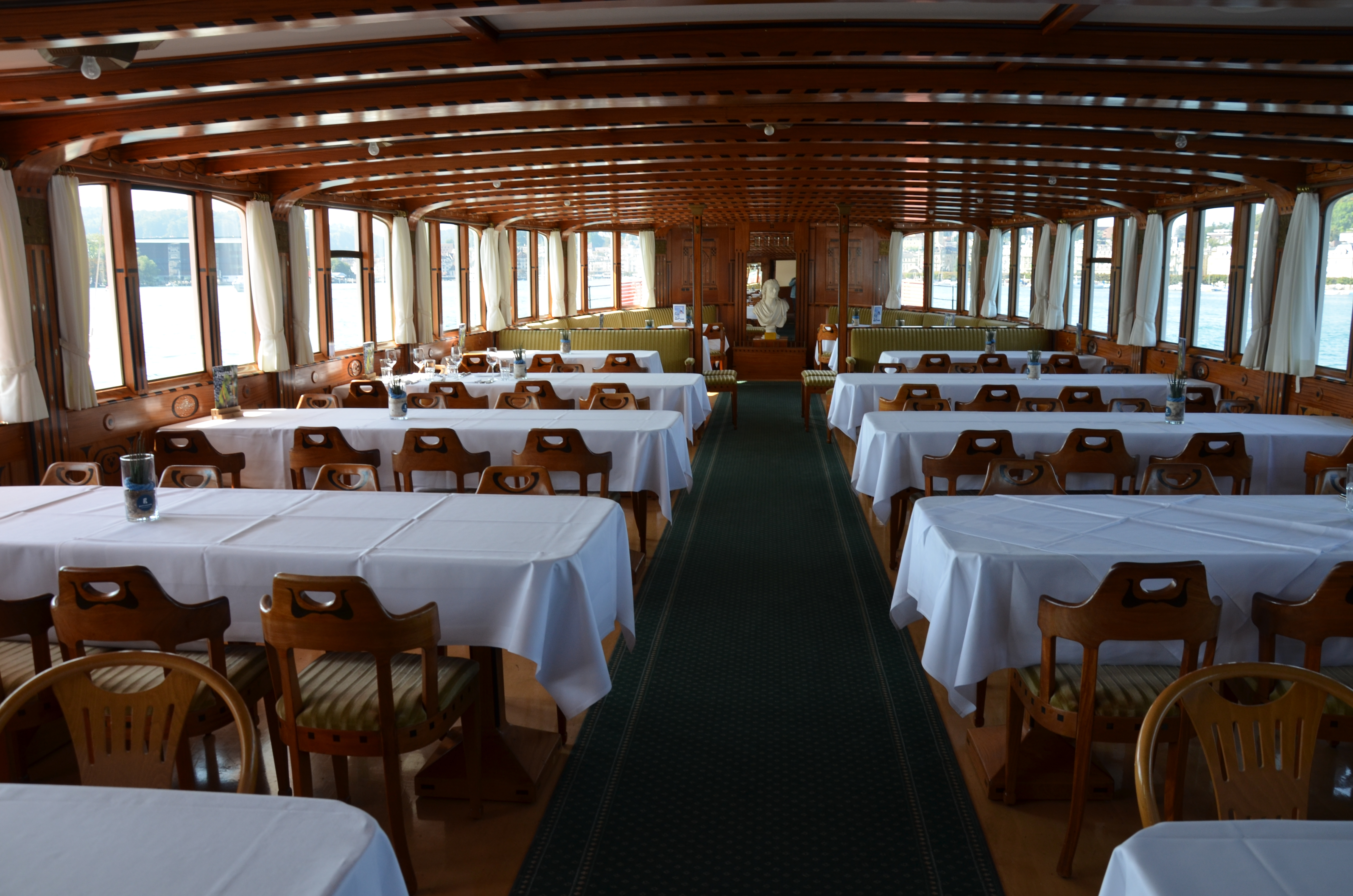
DS Schiller, Salon 1. Klasse

Der Salon 1. Klasse der Schiller wurde von Robert Rittmeyer und Walter Furrer im geometrischen Jugendstil gestaltet. Er stellt ein seltenes Beispiel dieser Stilrichtung dar und wurde vom Kanton Luzern unter Denkmalschutz gestellt. Der konstruktive Aufbau wird erstmals bewusst betont, statt ihn zu kaschieren. Die Architektin C. Kunz schrieb 1986 in einem Aufsatz über die Raddampfer auf Schweizer Seen: «Es wird erstmals dem Fahrgast das Gefühl vermittelt, dass er sich weder in einer Gartenhalle oder in einem Restaurant, sondern sich auf einem Schiff befindet.» Das Mobiliar ist im Ursprungszustand erhalten. Für die Ausstattung wurden kostbare Materialien verwendet, darunter Zitronenholz mit Intarsien in Ebenholz und Perlmutt. Zu den Ausstattungsdetails gehören eine Ebenholz-Silhouette von Friedrich Schiller sowie Vignetten mit Tieren, Meerjungfrauen und nautischen Motiven. Bugzier ist das Schweizerkreuz.
2001 wurde die Renovation der Schiller, insbesondere die Restaurierung des Salons 1. Klasse, mit einer Sonderauszeichnung von ICOMOS Suisse prämiiert.

## Einsatz
Die Schiller wird sowohl für Linien- als auch für Charterfahrten eingesetzt. Mit Stand Ende Saison 2010 hatte sie 1'359'105 km geleistet. Prominente Fahrgäste auf der Schiller waren 1917 Albrecht Herzog von Württemberg zusammen mit internierten Soldaten anlässlich einer Inspektionsreise, am Bundesfeiertag 1991 der gesamte Schweizer Bundesrat und am 22. September 2009 anlässlich eines Staatsbesuchs der russische Präsident Dmitri Medwedew. Am 27. September 1986 war die Schiller in der Fernsehsendung Wetten, dass..? zu sehen, als sie von Mitgliedern eines Ruderclubs 30 Meter weit gezogen wurde.

### Zwischenfälle
Am 7. September 1969 lief das Schiff bei Buochs auf eine Sandbank auf. Für die Bergung der Fahrgäste wurden Nauen eingesetzt. Anderntags konnte die Schiller vom Raddampfer Wilhelm Tell erfolgreich abgeschleppt werden. Sie erlitt bei dem Vorfall keine Schäden. Am 19. August 2016 kollidierte die Unterwalden mit der Schiller. Personen kamen dabei keine zu Schaden. Die Schiller wurde am Heck beschädigt, konnte aber nach einer Notreparatur schon am folgenden Tag den Dienst im Kurseinsatz wieder aufnehmen.